# Miss Finlande
Miss Finlande (finnois : Miss Suomi), est un concours de beauté féminine destiné aux jeunes femmes habitantes et de nationalité finlandaise. Il est tenu depuis 1931 pour désigner la représentante de la Finlande, dont la lauréate présente le pays aux concours internationaux: Miss Univers, Miss Monde, Miss Europe, Miss International, Miss Scandinavie et Miss Mer Baltique.
Le concours a été diffusé sur MTV3 durant les années 1990 jusqu'en juin 2012. Depuis 2013, c'est la chaîne Liv qui le diffuse.

## Lauréates
| Année | Miss Finlande                                | 1re dauphine                                | 2e dauphine                                                               |
| ----- | -------------------------------------------- | ------------------------------------------- | ------------------------------------------------------------------------- |
| 1931  | Ragnhild Nyholm                              |                                             |                                                                           |
| 1932  | Maija Nissinen                               |                                             |                                                                           |
| 1933  | Ester Toivonen (fi), élue Miss Europe 1934   | Madeleine Lindebäck                         |                                                                           |
| 1934  | Anna-Lisa Fahler                             | Karin Romantschuk                           |                                                                           |
| 1935  | Terttu Lyytikäinen                           | Eeva Sihvonen                               |                                                                           |
| 1936  | Irma Streng                                  | Rita Molander                               |                                                                           |
| 1937  | Margareta Huldin                             | Britta Wikström, élue Miss Europe 1937      |                                                                           |
| 1938  | Sirkka Salonen, élue Miss Europe 1938        | Berta Barsk                                 |                                                                           |
| 1945  | Irja Alho                                    | Ulla Pihl                                   |                                                                           |
| 1946  | Anja Kola                                    | Kirsti Sammalisto                           |                                                                           |
| 1947  | Anna-Liisa Leppänen                          |                                             |                                                                           |
| 1948  | Terttu Nyman                                 |                                             |                                                                           |
| 1949  | Terttu Nyman                                 |                                             |                                                                           |
| 1950  | Hilkka Ruuska                                |                                             |                                                                           |
| 1951  | Hilkka Ruuska                                |                                             |                                                                           |
| 1952  | Eva Hellas                                   | Kyllikki Koskihalme                         |                                                                           |
| 1953  | Maija-Riitta Tuomaala                        | Airi Uitto                                  | Inger Sandvik                                                             |
| 1954  | Yvonne de Bruyn                              | Liisi Hokkanen                              | Leni Katajakoski                                                          |
| 1955  | Inga-Britt Söderberg, élue Miss Europe 1955  | Mirva Arvinen                               | Anni Helenius                                                             |
| 1956  | Sirpa Koivu                                  | Raija Kunnasmaa                             | Irmeli Sipilä                                                             |
| 1957  | Marita Lindahl, élue Miss Monde 1957         | Airi Ikävalko                               | Saara Turunen                                                             |
| 1958  | Pirkko Mannola                               | Eva-Maija Sariola                           | Anja Hatakka                                                              |
| 1959  | Tarja Nurmi                                  | Margit Jaatinen                             | Else-Maj Petham                                                           |
| 1960  | Tarja Nurmi                                  | Heli Heiskala                               | Maija-Leena Manninen                                                      |
| 1961  | Ritva Wächter                                | Ann-Mari Nygård                             | Marja Ryönä                                                               |
| 1962  | Kaarina Leskinen, élue Miss Scandinavie 1962 | Aulikki Järvinen                            | Eeva Malinen                                                              |
| 1963  | Marja-Liisa Ståhlberg                        | Riitta Kautiainen                           | Anneli Rantala                                                            |
| 1964  | Sirpa Suosmaa                                | Sirpa Wallenius                             | Maila Östring                                                             |
| 1965  | Virpi Miettinen                              | Raija Salminen                              | Esti Östring                                                              |
| 1966  | Satu Östring, élue Miss Scandinavie 1966     | Marita Gellman                              | Terttu Ronkainen                                                          |
| 1967  | Ritva Lehto                                  | Satu Kostiainen                             | Hedy Rännäri                                                              |
| 1968  | Leena Brusiin, élue Miss Europe 1968         | Sirpa Wilkman                               | Leena Sipilä (?)                                                          |
| 1969  | Harriet Eriksson                             | Päivi Raita                                 | Crista Oinonen                                                            |
| 1970  | Ursula Rainio                                | Hannele Hamara                              | Hannele Halme                                                             |
| 1971  | Pirjo Laitila                                | Eila Kivistö, élue Miss Scandinavie 1971    | Mirja Halme                                                               |
| 1972  | Maj-Len Eriksson                             | Tarja Leskinen                              | Anneli Björkling, élue Miss Scandinavie 1972 puis Miss International 1973 |
| 1973  | Raija Stark                                  | Seija Mäkinen                               | Marita Smeds                                                              |
| 1974  | Johanna Raunio                               | Talvikki Ekman                              | Leena Vainio                                                              |
| 1975  | Anne Pohtamo, élue Miss Univers 1975         | Merja Tammi                                 | Eeva Mannerberg                                                           |
| 1976  | Suvi Lukkarinen                              | Riitta Väisänen, élue Miss Europe 1976      | Maarit Leso                                                               |
| 1977  | Armi Aavikko                                 | Maarit Ryhänen                              | Marianne Åström                                                           |
| 1978  | Seija Paakkola                               | Tii Heilimo                                 | Eija Laaksonen                                                            |
| 1979  | Päivi Uitto                                  | Tuire Pentikäinen                           | Käte Nyberg                                                               |
| 1980  | Sirpa Viljamaa                               | Marja-Leena Palo                            | Anne-Marie Tarhia                                                         |
| 1981  | Merja Varvikko                               | Eija Korolainen                             | Pia Nieminen                                                              |
| 1982  | Sari Aspholm                                 | Tarja Hakakoski                             | Aino Summa                                                                |
| 1983  | Nina Rekola                                  | Marita Pekkala                              | Niina Kesäniemi                                                           |
| 1984  | Anna-Liisa Tilus                             | Tiina Laine                                 | Tiina Hyvärinen                                                           |
| 1985  | Marja Kinnunen                               | Elisa Yliniemi                              | Marjukka Tontti                                                           |
| 1986  | Tuula Polvi                                  | Maarit Salomäki                             | Saila Saarinen                                                            |
| 1987  | Outi Tanhuanpää                              | Niina Kärkkäinen                            | Tarja Musikka                                                             |
| 1988  | Nina Björnström                              | Minna Rinnetmäki                            | Sari Pääkkönen                                                            |
| 1989  | Åsa Lövdahl                                  | Minna Kittilä                               | Tuija Junnila                                                             |
| 1990  | Tiina Vierto                                 | Anu Yli-Mäenpää                             | Nina Björkfelt                                                            |
| 1991  | Tanja Vienonen                               | Nina Autio, élue Miss Scandinavie 1992      | Päivi Hytinkoski                                                          |
| 1992  | Kirsi Syrjänen                               | Kirsi-Maria Ketola                          | Tiina Salmesvirta                                                         |
| 1993  | Tarja Smura                                  | Emilia Söderman                             | Arlene Kotala                                                             |
| 1994  | Henna Meriläinen                             | Petra von Hellens                           | Marja Vuoristo                                                            |
| 1995  | Heli Pirhonen                                | Miia Puoskari                               | Carmen Mäkinen (destituée car a posé nue)                                 |
| 1995  | Heli Pirhonen                                | Miia Puoskari                               | Susanne Tasa                                                              |
| 1996  | Lola Odusoga, élue Miss Scandinavie 1997     | Anitra Ahtola                               | Ulrika Wester                                                             |
| 1997  | Karita Tuomola, élue Miss Mer Baltique 1998  | Taija Jurmu                                 | Maria Drockila                                                            |
| 1998  | Jonna Kauppila, élue Miss Scandinavie 1999   | Mandi Malek                                 | Piia Hartikainen                                                          |
| 1999  | Vanessa Forsman                              | Minna Lehtinen                              | Saija Palin, élue Miss Scandinavie 2000                                   |
| 2000  | Suvi Miinala                                 | Jenni Dahlman, élue Miss Scandinavie 2001   | Kati Nirkko                                                               |
| 2001  | Heidi Willman, élue Miss Mer Baltique 2002   | Susanna Tervaniemi                          | Hanna Pajulammi                                                           |
| 2002  | Janette Broman                               | Kaisa Jaako                                 | Katariina Kulve                                                           |
| 2003  | Anna Strömberg, élue Miss Mer Baltique 2004  | Piritta Hannula, élue Miss Scandinavie 2004 | Suvi Hartlin                                                              |
| 2004  | Mira Salo, élue Miss Mer Baltique 2005       | Krista Järvinen                             | Henna Ylilauri                                                            |
| 2005  | Hanna Ek                                     | Elina Nurmi                                 | Susanna Laine                                                             |
| 2006  | Ninni Laaksonen                              | Sini Vahela                                 | Karoliina Yläjoki                                                         |
| 2007  | Noora Hautakangas                            | Jenni Laaksola                              | Joanna Väre                                                               |
| 2008  | Satu Tuomisto                                | Susanna Mustajärvi                          | Jaana Taanila                                                             |
| 2009  | Essi Pöysti                                  | Elsi Suolanen                               | Linda Wikstedt                                                            |
| 2010  | Viivi Pumpanen                               | Anne Nurminen                               | Susanna Turja                                                             |
| 2011  | Pia Pakarinen                                | Sara Sieppi                                 | Niina Lavonen                                                             |
| 2011  | Sara Sieppi                                  | Niina Lavonen                               | Niina Lavonen                                                             |
| 2012  | Sara Chafak                                  | Sabina Särkkä                               | Viivi Suominen                                                            |
| 2013  | Lotta Hintsa                                 | Maija Kerisalmi                             | Helianna Ylimaula                                                         |
| 2014  | Bea Toivonen                                 | Krista Haapalainen                          | Milla Romppanen                                                           |
| 2015  | Rosa-Maria Ryyti                             | Carola Miller                               | Saara Ahlberg                                                             |
| 2016  | Shirly Karvinen                              | Heta Sallinen                               | Emilia Seppänen                                                           |
| 2017  | Michaela Söderholm                           | Adriana Gerxhalija                          | Pihla Koivuniemi                                                          |
| 2018  | Alina Voronkova                              | Eevi Ihalainen                              | Jenny Lappalainen                                                         |
| 2019  | Anni Harjunpää                               | Jutta Kyllönen                              | Riikka Uusitalo                                                           |
| 2020  | Viivi Altonen                                | Laura Hautaniemi                            | Noona Pölkki                                                              |
| 2021  | Essi Unkuri                                  | Emmi Suuronen                               | Sonja Länsivuori                                                          |
| 2022  | Petra Hämäläinen                             | Nana Partanen                               | Adelaide Botty van den Bruele                                             |
| 2023  | Paula Joukanen                               | Serina Suvila                               | Maisa Alatalo                                                             |
| 2024  | Matilda Wirtavuori                           | Tiia Aalto                                  | Amanda Hakalax                                                            |

## Galerie

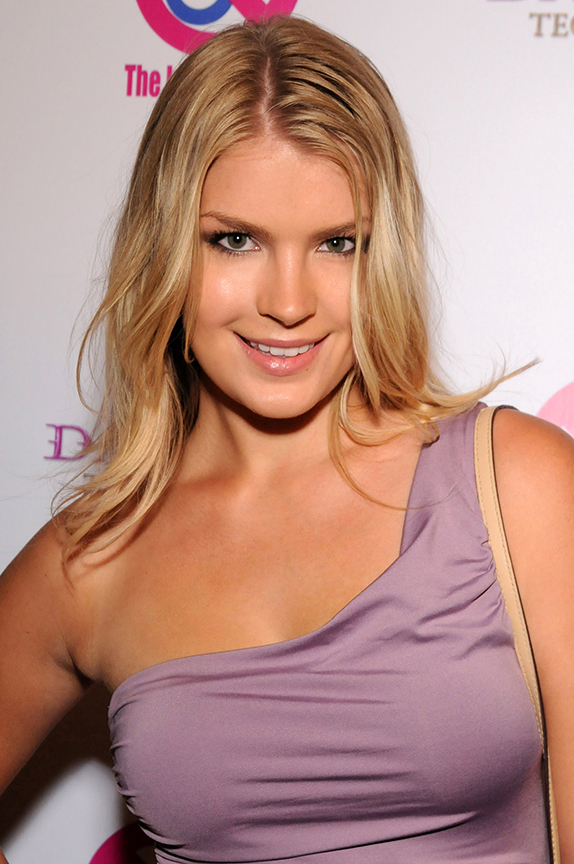
Pia Pakarinen, Miss Finlande 2011.
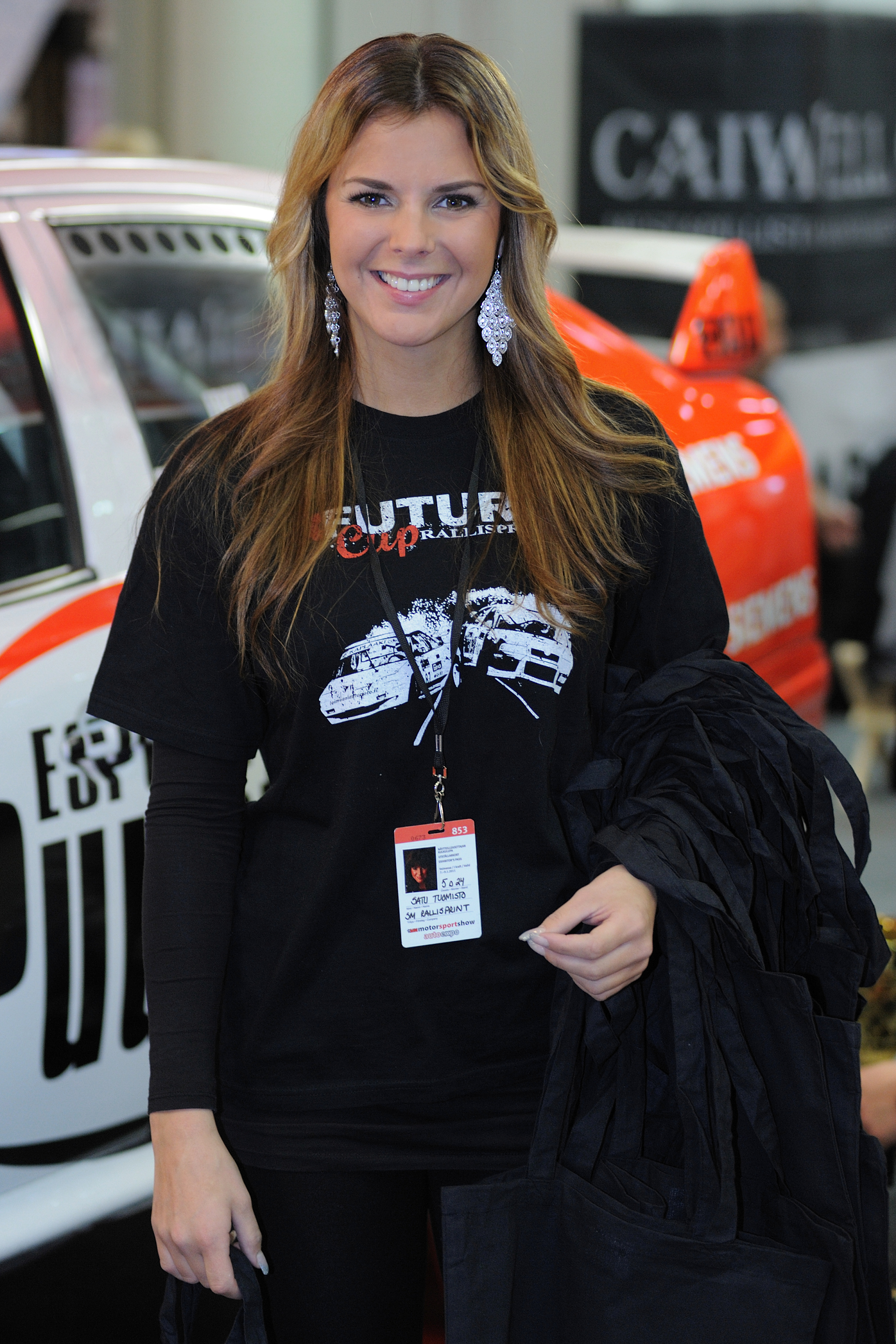
Satu Tuomisto (en), Miss Finlande 2008.
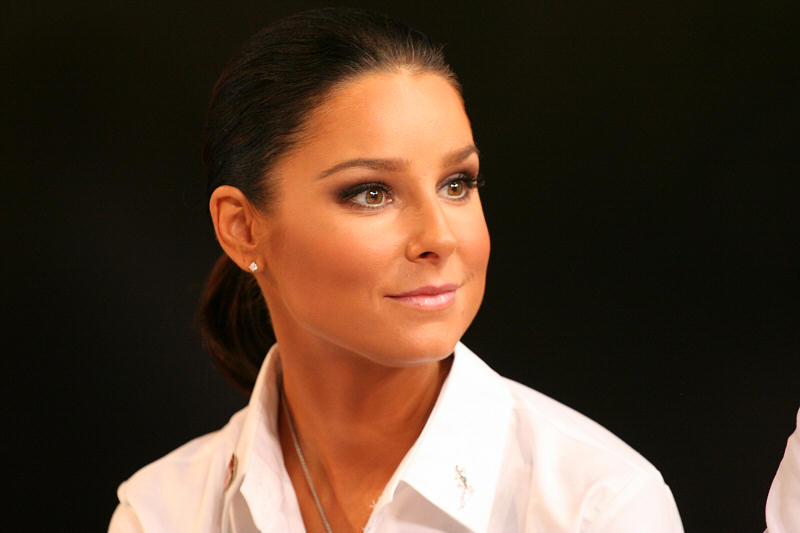
Karita Tuomola, Miss Finlande 1997.
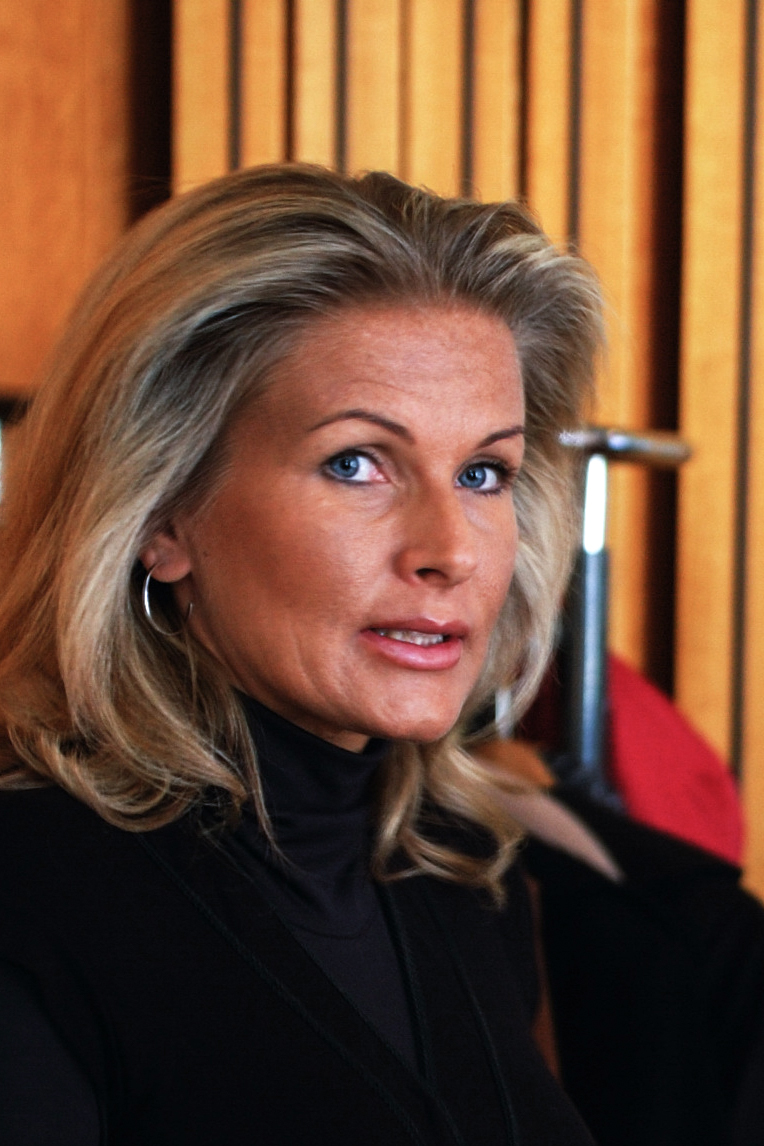
Tanja Karpela, Miss Finlande 1991.
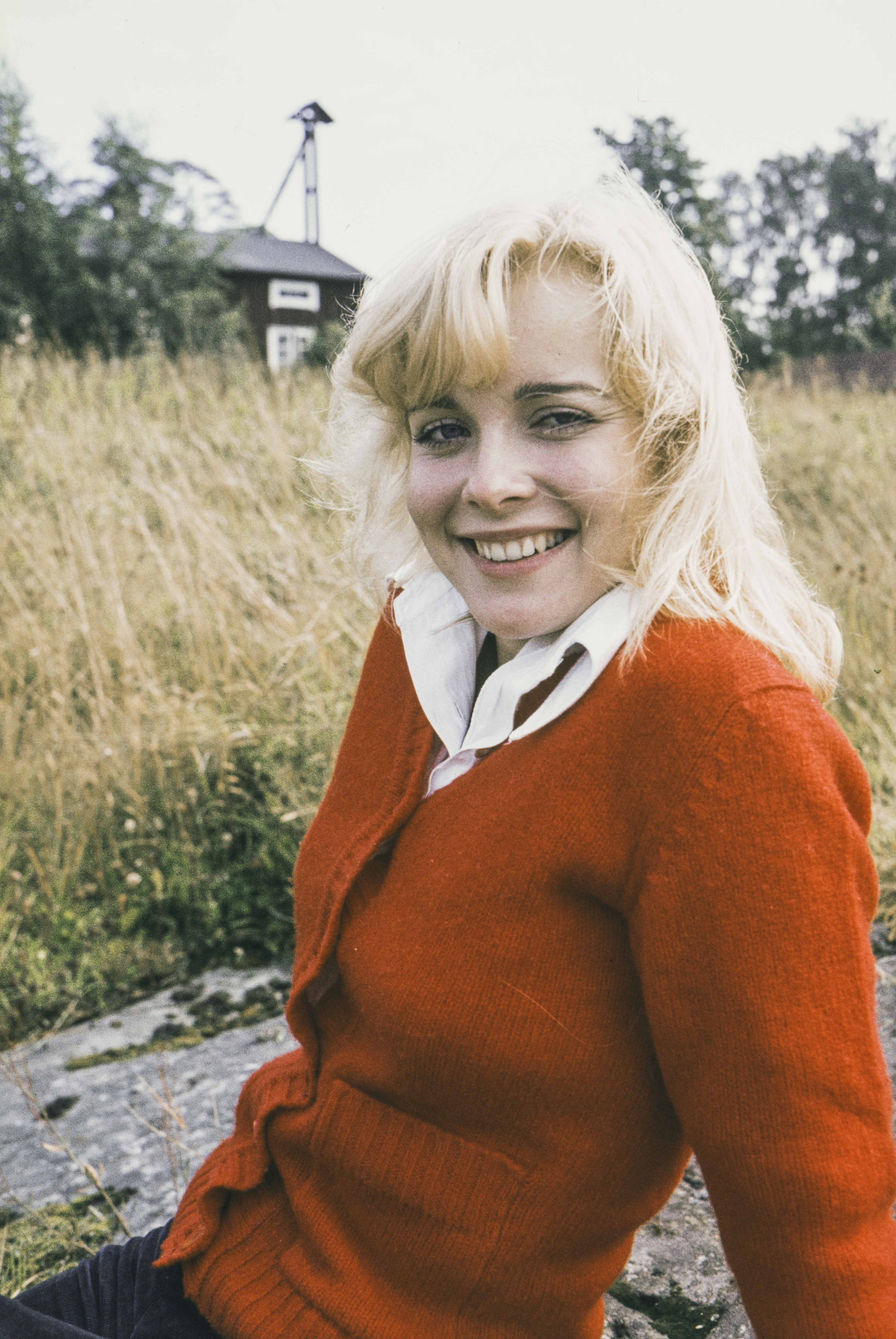
Armi Aavikko, Miss Finlande 1977.
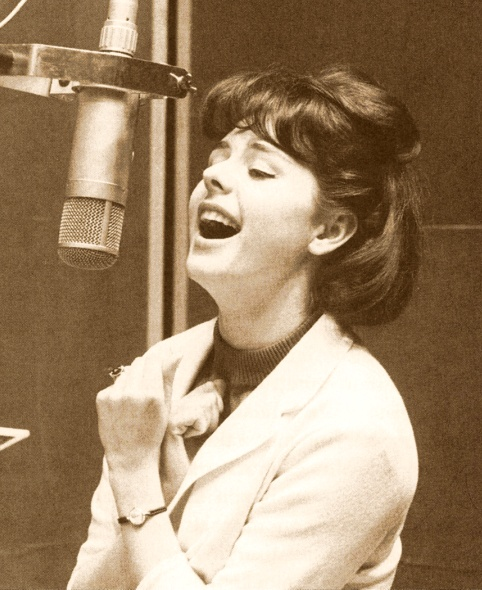
Pirkko Mannola, Miss Finlande 1958.
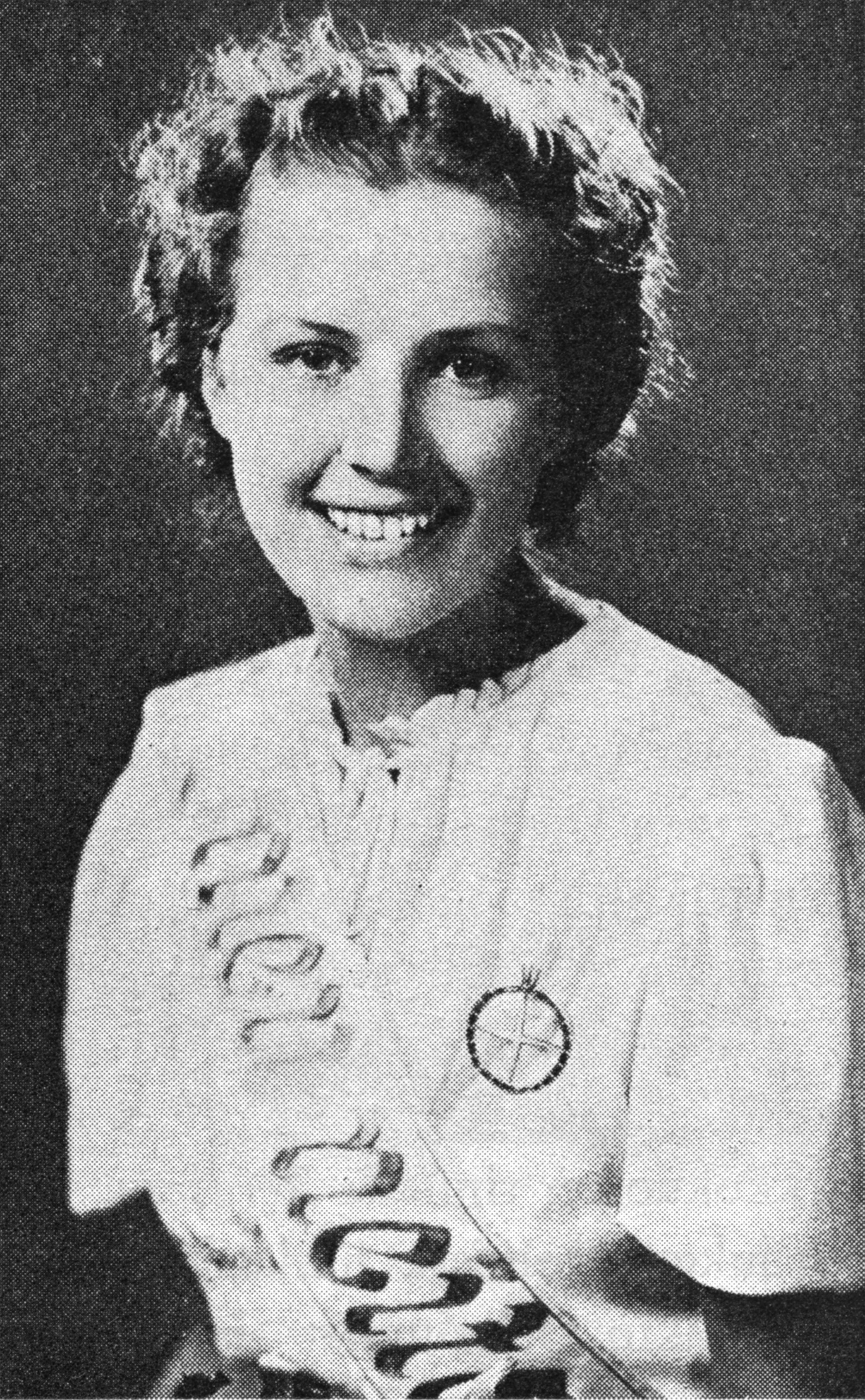
Sirkka Salonen, Miss Finlande 1938.
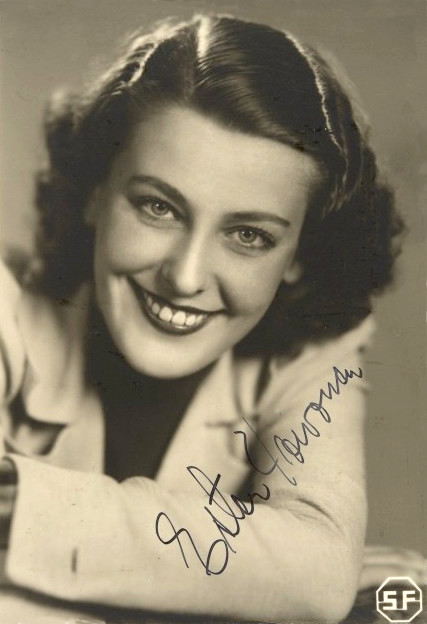
Ester Toivonen, Miss Finlande 1933.

## Titres remportés par la Finlande aux concours internationaux
| Miss Europe                                  | 6 |      |                                |                                            |
| Miss Europe                                  | 6 | 1976 | Riitta Väisänen                | Rhodes, Grèce                              |
| Miss Europe                                  | 6 | 1968 | Leena Brusiin                  | Kinshasa, République démocratique du Congo |
| Miss Europe                                  | 6 | 1955 | Inga-Britt Söderberg           | Helsinki, Finlande                         |
| Miss Europe                                  | 6 | 1938 | Sirkka Salonen                 | Copenhague, Danemark                       |
| Miss Europe                                  | 6 | 1937 | Britta Wikström                | Alger, Algérie                             |
| Miss Europe                                  | 6 | 1934 | Ester Toivonen                 | Hastings, Royaume-Uni                      |
| Miss Cinema Europe                           | 5 |      |                                |                                            |
| Miss Cinema Europe                           | 5 | 1975 | Barbara Karsten                | Calabre, Italie                            |
| Miss Cinema Europe                           | 5 | 1973 | Johanna Raunio                 | Sardaigne, Italie                          |
| Miss Cinema Europe                           | 5 | 1971 | Ethel Theresa Donskoj-Pitkänen | Italie                                     |
| Miss Cinema Europe                           | 5 | 1967 | Leena Brusiin                  | Italie                                     |
| Miss Cinema Europe                           | 5 | 1966 | Thelma Ramström                | Venise, Italie                             |
| Miss Globe International                     | 2 |      |                                |                                            |
| Miss Globe International                     | 2 | 1995 | Minna Maki-Kala                | Istanbul, Turquie                          |
| Miss Globe International                     | 2 | 1991 | Minna Kuukka                   | Aspendos, Turquie                          |
| Miss Univers                                 | 2 |      |                                |                                            |
| Miss Univers                                 | 2 | 1975 | Anne Marie Pohtamo             | San Salvador, Salvador                     |
| Miss Univers                                 | 2 | 1952 | Armi Kuusela                   | Long Beach (Californie), États-Unis        |
| Miss Model of the World                      | 1 |      |                                |                                            |
| Miss Model of the World                      | 1 | 2001 | Laura Keranen                  | Istanbul, Turquie                          |
| Miss Tourism Queen of the Year International | 1 |      |                                |                                            |
| Miss Tourism Queen of the Year International | 1 | 1995 | Johanna Rosten                 | Kuala Lumpur, Malaisie                     |
| Miss Young International                     | 1 |      |                                |                                            |
| Miss Young International                     | 1 | 1975 | Merja Helena Tammi             | Tokyo, Japon                               |
| Miss International                           | 1 |      |                                |                                            |
| Miss International                           | 1 | 1973 | Anneli Björkling               | Osaka, Japon                               |
| Miss International Teen Princess             | 1 |      |                                |                                            |
| Miss International Teen Princess             | 1 | 1967 | Kristiina Kankaanpa            | Chicago, États-Unis                        |
| Miss Monde                                   | 1 |      |                                |                                            |
| Miss Monde                                   | 1 | 1957 | Marita Lindahl                 | Londres, Royaume-Uni                       |

## Sources
- (en) Cet article est partiellement ou en totalité issu de l’article de Wikipédia en anglais intitulé « Miss Finland » (voir la liste des auteurs).